# ディミトリオス・フィリオス
ディミトリオス・フィリオス（希: Δημήτριος Φίλιος, 英: Demetrios Philios, 1844年-1907年）は、19世紀のギリシャの考古学者である。

## 生涯
彼は1844年にヨアニナで生まれた。 彼はアテネでハルキ神学校の教授に任命された後、ドイツで考古学を勉強した。 ディミトリオスは考古学協会から古代美術のキュレーターに、その後国家によってアクロポリスのキュレーターに任命された。 彼の最も重要な仕事はエレウシスにおける最初の考古学的発掘である。1907年に死去した。